# عبدل‌آباد (سلماس)
عبدل‌آباد، روستایی است از توابع بخش مرکزی شهرستان سلماس استان آذربایجان غربی ایران.

## جمعیت
این روستا در دهستان زولاچای قرار داشته و بر اساس سرشماری سال ۱۳۸۵ جمعیت آن ۱۳۸نفر (۳۲ خانوار) 
بوده است.